# Малаяли
Малаялите (на малаялам: മലയാളി) са дравидска етническа група, наброяваща около 38 милиона души.
Те говорят езика малаялам и традиционно са индуисти. Живеят главно в югозападна Индия, където са основната част от населението на Керала и Лакшадвип, но има и голям брой емигранти в Близкия Изток (Обединени арабски емирства, Саудитска Арабия, Оман, Катар, Кувейт, Бахрейн) и Великобритания.